# Shōshin Nagamine
Shōshin Nagamine (長嶺 将真?, Nagamine Shōshin; Naha, 15 luglio 1907 – Naha, 2 novembre 1997) è stato un militare, poliziotto e maestro di karate giapponese.

## Biografia
Nagamine nacque a Tomari, a Naha, Okinawa.  Da bambino era di costituzione gracile e malaticcia e si ammalò di gastroenterite nel 1926, al suo secondo anno di liceo. Da quel momento si autoimpose una dieta e si avvicinò alla pratica del karate, sotto l'occhio attento del suo vicino di casa, Chojin Kuba.  Nagamine divenne presto il ritratto della buona salute, attribuendo il suo recupero al "duro lavoro sia a scuola che al suo allenamento nel Karate".  La sua salute migliorò a tal punto da farlo divenire  un leader della scuola di karate, ed i suoi amici lo nominarono Chaippaii Matsu, uno pseudonimo che significa "pino tenace".
Dopo la laurea, nel marzo del 1928, iniziò a dedicarsi alle Arti marziali a tempo pieno, andò a Shuri allenandosi con Taro Shimabuku e Ankichi Arakaki. Qualche anno dopo, venne arruolato nell'esercito imperiale giapponese nella 47ª divisione di fanteria, combattendo in Cina e si congedò poi nel 1931.
Dopo aver lasciato l'esercito, Nagamine cercò un'attività nella quale poter sfruttare le sue abilità nelle arti marziali, scegliendo di entrare nella polizia. Divenne così agente di polizia e ricevette un ulteriore insegnamento nel karate da Chōtoku Kyan e da Motobu Chōki, raggiungendo la qualifica di Renshi (alto grado) nel 1940. Dal 1951, Nagamine fu Sovrintendente di Polizia, a Motobu, e iniziò ad allenare i propri agenti nel karate.

### Ulteriori letture
- Nagamine, Shoshin, The Essence of Okinawan Karate-Do (Hardcover reissue) (1991), ISBN 0-8048-1163-6
- Nagamine, Shoshin, The Essence of Okinawan Karate-Do (Paperback edition) (1998), ISBN 0-8048-2110-0
- Nagamine, Shoshin, Tales of Okinawa's Great Masters (2000), ISBN 0-8048-2089-9